# Ariana Grande: Dangerous Woman Diaries
Ariana Grande: Dangerous Woman Diares è una docu-serie statunitense, ideata da Alfredo Flores andata in onda su YouTube Premium nel 2018. La serie si incentra sul Dangerous Woman Tour della cantante e attrice statunitense Ariana Grande.

## Cast
- Ariana Grande
- Scott Nicholson
- Brian Nicholson
- Pharrell Williams
- Joan Grande
- Lady Cultura
- Alfredo Flores
- Scooter Braun
- Frankie James Grande

## Episodi
| n° | Titolo              | Regia          | Pubblicazione    |
| -- | ------------------- | -------------- | ---------------- |
| 1  | The Light Is Coming | Alfredo Flores | 29 novembre 2018 |
| 2  | Here's The Gag      | Alfredo Flores | 29 novembre 2018 |
| 3  | Grateful            | Alfredo Flores | 29 novembre 2018 |
| 4  | One Love            | Alfredo Flores | 29 novembre 2018 |